# Krater z Vix
Krater z Vix – umowna nazwa starożytnego greckiego naczynia z brązu odkrytego w książęcym pochówku celtyckim w pobliżu francuskiej wioski Vix (Burgundia). 
Naczynie odkryto w 1953 roku w komorze bogato wyposażonego podkurhanowego grobu kobiecego na skraju celtyckiego oppidum na wzgórzu Lasois, z kręgu kultury zachodniohalsztackiej.
Jest to kolosalny krater wolutowy, naczynie zwykle służące w świecie greckim do mieszania wina z wodą, lecz w tym wypadku mające charakter dekoracyjny. Cechy stylistyczne pozwalają wiązać je z warsztatem greckim z południowej Italii (np. w Rhegion), choć według J. Boardmana wykonano je w stylu charakterystycznym dla Sparty.
Czas powstania krateru szacuje się na lata 530–520 p.n.e. Mierzy on 1,64 m wysokości, 127 cm średnicy, waży 208,6 kg i ma 1100 litrów pojemności. Szyję naczynia zdobi fryz z wizerunkami bojowych zaprzęgów i pieszych greckich wojowników; zaopatrzone też było w pokrywę zwieńczoną statuetką kobiecą. Ozdobne ślimakowate uchwyty mają atasze w kształcie głowy Gorgony. W pochodzie wojowników z fryzu artysta umiejętnie przedstawił postacie z profilu i prawidłowo oddał budowę ich ciała z umięśnieniem oraz ruchy kończyn.
Obiekt został prawdopodobnie przywieziony w częściach i zmontowany na miejscu, na co wskazuje jego wykonanie fragmentami, w różnych technikach. Czaszę naczynia wykuto z jednego arkusza cienkiej blachy i wypolerowano; osobno wykuto stopkę zdobioną (podobnie jak ramiona czaszy) trybowaniem i przylutowaną niewidocznie pod pierścieniem nałożonym w miejscu łączenia. Oba uchwyty i poszczególne figurki fryzu zostały odlane osobno w formach; od spodu oznaczono je literami według kolejności przytwierdzania ich nitami. Kołnierz otaczający wylew odlano  dwóch częściach.
Sąsiedztwo znaleziska było najpewniej celtycką placówką handlową na szlaku wymiany biegnącym z północnego zachodu na południowy wschód, pomiędzy Brytanią a południową Italią. Największy krater świata mógł dotrzeć tam przez Alpy lub częściowo drogą wodną (Rodanem i Saoną).
Zabytek znajduje się w zbiorach muzeum archeologicznego w Châtillon-sur-Seine.